# 유학생

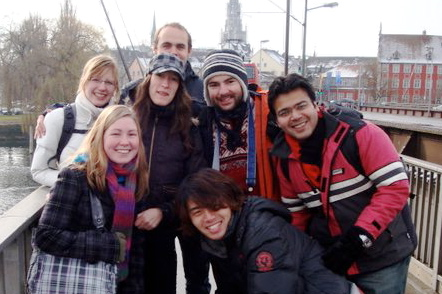
리히텐슈타인의 유학생

유학생(留學生, 문화어: 류학생)은 보통 외국 학교에서 공부하는 성인 초기의 학생이다. 대부분의 대학교들은 공식 교환 학생 프로그램을 갖추고 있으며 자금이 풍부한 고등학교에서도 이러한 프로그램을 갖추고 있다. 일부 학생들이 해외에 혼자서 언어 실력을 개선하기도 하지만, 다른 학생들은 전문적인 학습 수준을 높이기 위해 여행을 떠나기도 한다. 그 밖의 다른 학생들은 자국의 교육 형편 때문에 유학을 선택한다. 또한 세계의 여러 곳에서 외국의 학위를 자국의 것보다 더 칭송하는 경향도 있다.
일부 국가에서 유학생은 입학에 앞서 보통 토플, IELTS와 같은 언어 시험을 볼 것을 요구 받는다.
많은 국가는 유학생이 자국 시민들보다 교육비를 더 많이 낼 것을 요구한다. 이러한 차별이 정당화되는 까닭은 학생의 부모들이 국가에 세금을 내지 않다는 점에 있다. 수많은 유학생들이 해당 국가에 정착하기를 결심하여도, 또 시민권의 자격이 충분히 있어도 교육비에 대한 차별은 변하지 않는다.
2020년 기준으로 636만 명 이상의 유학생이 있었는데, 이는 2016년의 512만 명보다 증가한 것이다. 가장 인기 있는 목적지는 미국(957,475명), 영국(550,877명), 오스트레일리아(458,279명), 프랑스(400,026명)였다. 이 국가들은 통틀어 유학생의 41%를 수용하고 있다.

## 같이 보기
- 유학
- 교환 학생 프로그램
- 워킹홀리데이
- 에라스뮈스 프로그램
- 미국 F 비자
- 풀브라이트 장학 프로그램
- 국제 바칼로레아
- 국제 학생증
- 국제 학생의 날